# Crawfurdia tonkinensis
Crawfurdia tonkinensis är en gentianaväxtart som beskrevs av Jin Murata och Hul. Crawfurdia tonkinensis ingår i släktet Crawfurdia och familjen gentianaväxter. Inga underarter finns listade i Catalogue of Life.